# Ulukışla
Ulukışla là một huyện thuộc tỉnh Niğde, Thổ Nhĩ Kỳ. Huyện có diện tích 1513 km² và dân số thời điểm năm 2007 là 21754 người, mật độ 14 người/km².